# Mary D. Herter Norton
Margaret Dows Herter Norton Crena de Iongh (de soltera Herter; 1892-1985), conocida como Mary D. Herter Norton cuando cofundó W. W. Norton & Company con su primer marido, William Warder Norton, fue una editora, violinista y traductora estadounidense. Era conocida como M. D. Herter Norton por su trabajo como violinista y traductora. Bajo el nombre de M. D. Herter Norton, tradujo del alemán alrededor de una docena de volúmenes de poesía de Rainer Maria Rilke. Norton se destaca por su dedicación a ofrecer «el paralelo idiomático más cercano» en su traducción de los poemas de Rilke. Entre los traductores de su época, ella estuvo en el extremo de ser fiel a la «imagen, símbolo y elementos del lenguaje» hasta la pérdida de los «elementos técnicos de la forma» que harían de un texto un «poema viviente». En cambio, ofrece al lector una ayuda literaria para comprender las palabras de Rilke que acompañan su traducción línea por línea. Su segundo marido, Daniel Crena de Iongh, fue director ejecutivo y tesorero del Banco Mundial.